# تیم اندرو
تیم اندرو (به انگلیسی: Tim Andrew) یک کارگردان و تهیه‌کننده فیلم و تلویزیون آمریکایی است. او اعتبارات و موفق‌های تلویزیونی خود را از سریال‌‌هایی نظیر تین ولف، سوپرنچرال و پسری از ساحل، جایی که نظارت بر تولیدکننده را برعهده داشت، کسب کرده است. او هم‌چنین به‌عنوان دستیار کارگردان در تعدادی از فیلم‌های تلویزیونی به عنوان نظارت بر تولیدکننده کار کرده است.